# Samoana inflata
Samoana inflata е изчезнал вид коремоного от семейство Partulidae.

## Разпространение
Видът е бил ендемичен за Хива Оа и Тахуата на Маркизките острови. Изчезнал е през 1990-те или 2000-те години.